# Plaza Bernabé Aráoz
La Plaza Bernabé Aráoz es una plaza ubicada en la ciudad de Monteros, Tucumán, Argentina. Se halla entre las calles 24 de septiembre, Leandro Aráoz, Rivadavia y Lamadrid del centro monterizo.

## Historia

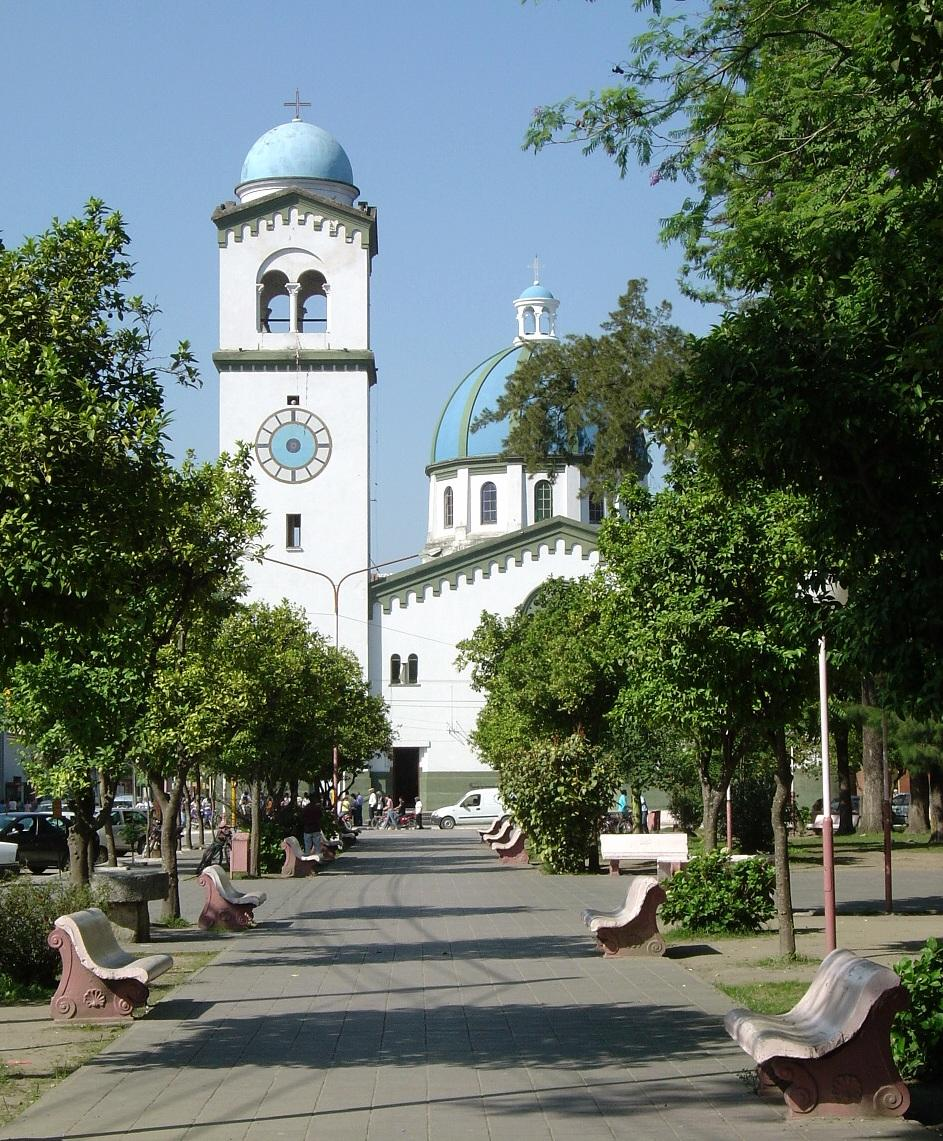
Monteros Tucuman Iglesia y Plaza

Desde la fundación de Monteros, la zona ubicada entre la parroquia Nuestra Señora de Rosario y el Cabildo fue utilizada como lugar de descanso de carretas. Es por ello que, desde 1810, la gente comenzó a conocer el solar como Plaza Central en referencia al ser el punto neurálgico de la ciudad.
En 1878 el municipio creó el actual espacio público con el nombre de Plaza Bernabé Aráoz, en honor al caudillo tucumano nacido en la ciudad. Ese mismo año se colocó una pirámide de piedra en honor al prócer y se instalaron bancos de madera, pozos de agua, iluminación y árboles. Ya en 1916 la pirámide es reemplazada por una fuente en homenaje del centenario de la independencia y se construye un busto del general Manuel Belgrano.

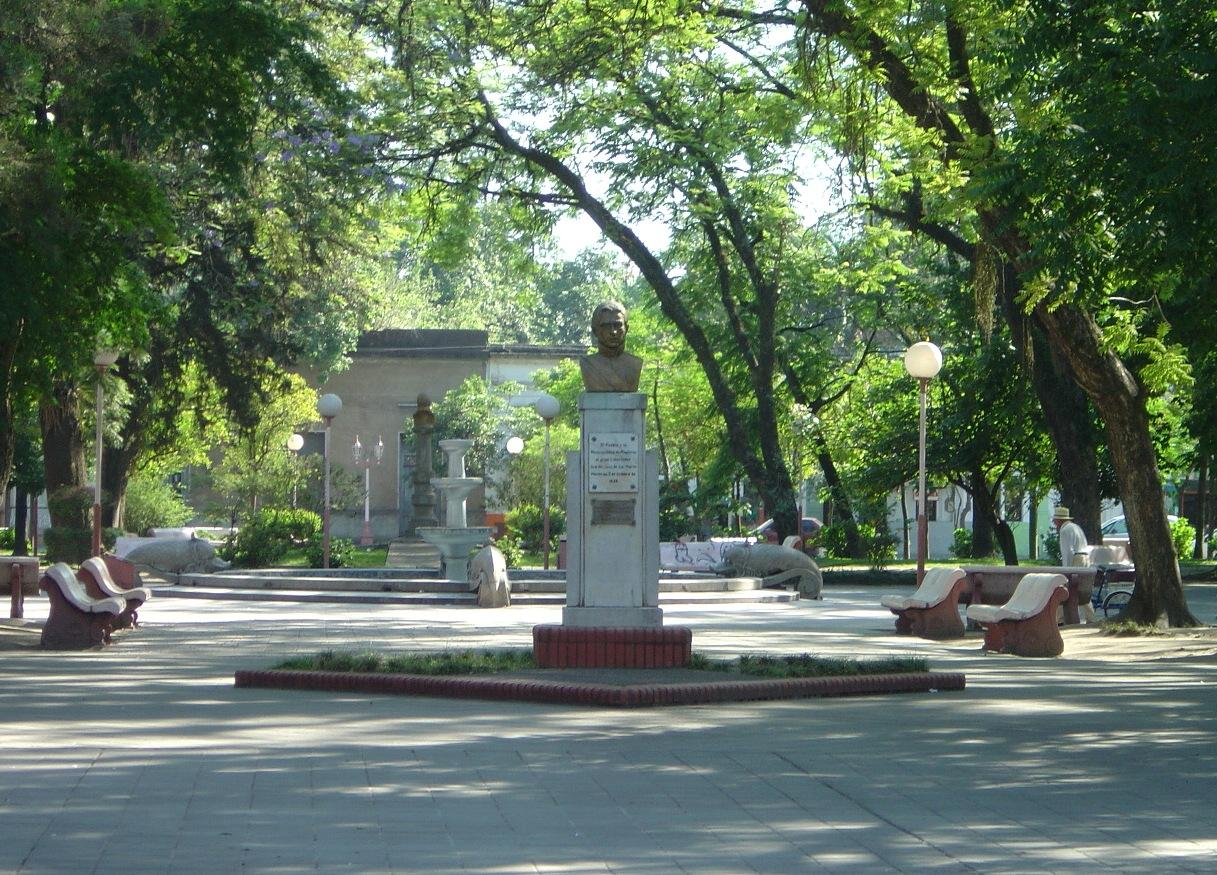
Monteros Tucuman Plaza principal 2

Además de la efigie de Belgrano y Sarmiento, la plaza cuenta con bustos de José de San Martín, Bernabé Aráoz establecidos en los años 80 y 90 respectivamente y un reloj de sol. Durante el mandato de Alberto Olea se instalaron bustos en honor a Juan Domingo Perón y Eva Perón. También en 1974 se construyó el Monumento a la madre, obra del escultor Hugo Ylián.
En agosto de 2022 comenzaron los trabajos de remodelación de la plaza y sus alrededores. Así el 14 de noviembre de 2023 las obras fueron finalmente inauguradas por el gobernador Osvaldo Jaldo junto a autoridades provinciales y municipales. Los trabajos incluyeron la renovación de pisos, caminería y la instalación de nueva iluminación, mobiliario urbano, accesos para discapacitados, sistema de riego y la restauración de todos los monumentos del lugar. Asimismo se procedió a la semipeatonalización de las calles circundantes a la plaza.